# Martinova čuka
Die Martinova čuka oder Martinowa Tschuka (kyrillisch Мартинова чука) ist ein Berg, der im westlichen Teil des Balkangebirge (Stara Planina), an der serbisch-bulgarischen Staatsgrenze, liegt. Mit 2011 m Höhe ist er der dritthöchste Berg im serbischen Teil der Stara Planina und der fünfthöchste Berg in Zentralserbien.